# Gachenbach
Gachenbach – miejscowość i gmina w Niemczech, w kraju związkowym Bawaria, w rejencji Górna Bawaria, w regionie Ingolstadt, w powiecie  Neuburg-Schrobenhausen, wchodzi w skład wspólnoty administracyjnej Schrobenhausen. Leży około 30 km na południe od miasta Neuburg an der Donau.

## Dzielnice
W skład gminy wchodzą następujące dzielnice: Biberfarm, Birglbach, Etzlberg, Flammensbach, Gachenbach, Habertshausen, Hardt, Labersdorf, Maria Beinberg, Osterham, Peutenhausen, Ried, Sattelberg, Schmaushof, Spitalmühle, Weilach, Weng i Westerham.

## Demografia
| Rok  | Liczba mieszk. |
| ---- | -------------- |
| 1970 | 1 654          |
| 1987 | 1 839          |
| 2000 | 2 221          |
| 2005 | 2 330          |

### Struktura wiekowa
Dane o ludności z 31 grudnia 2008:
| Opis                                | Ogółem | Ogółem | Kobiety | Kobiety | Mężczyźni | Mężczyźni |
| ----------------------------------- | ------ | ------ | ------- | ------- | --------- | --------- |
| Jednostka                           | osób   | %      | osób    | %       | osób      | %         |
| Populacja                           | 2332   | 100    | 1147    | 49,19   | 1185      | 50,81     |
| Wiek przedprodukcyjny (0–17 lat)    | 482    | 20,67  | 246     | 10,55   | 236       | 10,12     |
| Wiek produkcyjny (18–65 lat)        | 1476   | 63,29  | 699     | 29,97   | 777       | 33,32     |
| Wiek poprodukcyjny (powyżej 65 lat) | 374    | 16,04  | 202     | 8,66    | 172       | 7,38      |

## Polityka
Wójtem gminy jest Alfred Lengler junior z CSU, wcześniej urząd ten obejmował Jakob Bitscher, rada gminy składa się z 14 osób.
|      | CSU/BB | SPD | FWG/FW | DNL | Razem |
| 2008 | 5      | 6   | 3      | 14  |       |
| 2002 | 7      | 5   | 2      | 14  |       |

## Oświata
W gminie znajduje się przedszkole (65 miejsc) oraz szkoła podstawowa (5 nauczycieli, 110 uczniów).